# Sokari Ekine
Sokari Ekine là một nhà hoạt động, blogger và tác giả người Nigeria. Cô làm báo cho tờ Pambazuka News và cũng là một cây viết về Nữ quyền Châu Phi và Chủ nghĩa Quốc tế Mới. Ekine đã duy trì một blog từ năm 2004 đến 2014, với chủ đề về quyền LGBTI, quyền phụ nữ và các vấn đề môi trường. Cô đồng tác giả và hiệu đính bốn cuốn sách. Cô cũng dạy tiếng Anh cho học sinh ở Haiti. 
Ekine đã tham gia hiệu đính chỉnh sửa một số cuốn sách như Blood and Oil: Testimonies of Violence from Women of the Niger Delta (2001), SMS Uprising: Mobile Phone Activism in Africa (2010), African Awakenings cùng với Firoze Manji (2011), và Queer African Reader với Hakima Abbas (2013).

## Cuộc sống
Ekine được sinh ra ở Nigeria có cha là người Nigeria và mẹ là người Anh. Cô lớn lên ở Nigeria nhưng chuyển đến Anh để học đại học. Cô có bằng cử nhân khoa học về công nghệ mới và bằng thạc sĩ nghệ thuật về quyền trong giáo dục của Viện Giáo dục tại Đại học London. 
Ekine sống ở Hoa Kỳ vài năm trước khi trở lại Vương quốc Anh, nơi cô tìm được công việc làm giảng viên giáo dục. Cô bắt đầu thử sức mình khi vào năm 1995, cô thành lập danh sách email Black Sisters Network. Ekine đã được điều trị ung thư vào năm 2000, cô đã chuyển đến Tây Ban Nha cùng với bạn đời của mình vào năm 2004.
Ekine đã viết một mục tin hằng tuần trên Pambazuka News trong chín năm và làm biên tập viên trực tuyến vào năm 2007. Cô bắt đầu viết blog, mang tên Black Looks, vào năm 2004, duy trì liên tục trong mười năm. Các chủ đề chính mà cô theo đuổi là quyền LGBTI tại Châu Phi, bản sắc giới tính, quân sự hóa, nhân quyền, nghệ thuật, ngành công nghiệp dầu mỏ ở đồng bằng Nigeria, Haiti, chủ nghĩa tích cực và quyền sỡ hữu đất đai. Cô bắt đầu Black Looks 2 vào năm 2014, một blog mới tập trung về nhiếp ảnh.
Ekine đã tham gia hơn 20 năm hoạt động vì công bằng xã hội.
Ekine cũng đã viết về nữ quyền Châu Phi và Chủ nghĩa Quốc tế mới. Cô đã viết về cuộc đấu tranh của phụ nữ chống lại các lực lượng nhà nước và các công ty dầu mỏ ở vùng đồng bằng Nigeria bị quân sự hóa và hủy hoại môi trường. Ekine đã đến thăm Haiti cho Pambazuka News vào năm 2007.
Năm 2003, cô được trao học bổng Dự án Báo cáo Quốc tế của Đại học Johns Hopkins và được ủy quyền viết về chăm sóc sức khỏe của đất nước. Sau đó, cô làm việc ở Port-au-Prince dạy tiếng Anh tại các trường trung học cho tổ chức phi chính phủ Growing Haiti.
Ekine là đại diện quốc tế cho Phụ nữ Công lý Nigeria Delta.
Năm 2016, Ekine bắt đầu thực hiện một câu chuyện kể về nhiếp ảnh mang tên Spirit Desire: Resistance, Imagination and Sacred Memories in Haitian Vodoun.